# Villebois-Lavalette
Villebois-Lavalette – miejscowość i gmina we Francji, w regionie Nowa Akwitania, w departamencie Charente.
Według danych na rok 1990 gminę zamieszkiwało 765 osób, a gęstość zaludnienia wynosiła 106 osób/km² (wśród 1467 gmin regionu Poitou-Charentes Villebois-Lavalette plasuje się na 398. miejscu pod względem liczby ludności, natomiast pod względem powierzchni na miejscu 982.).